# Sistema planetario

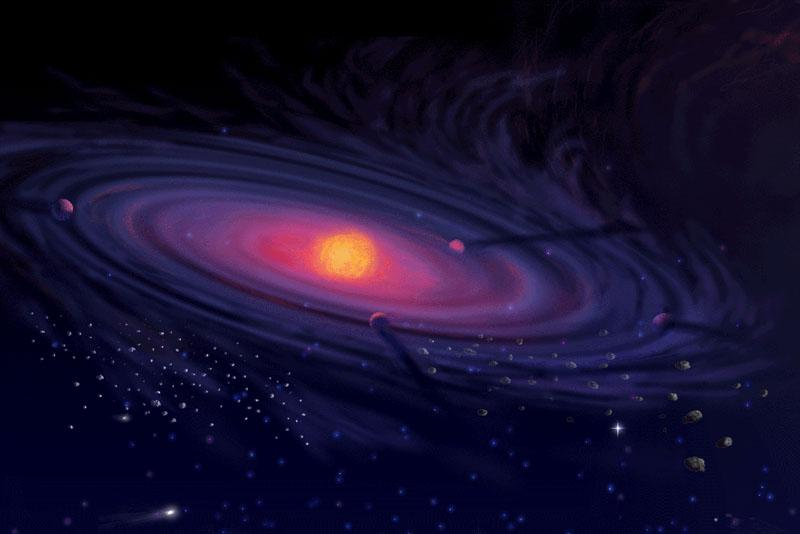
Dibujo artístico de un sistema planetario en la fase de su formación planetaria al sistema solar

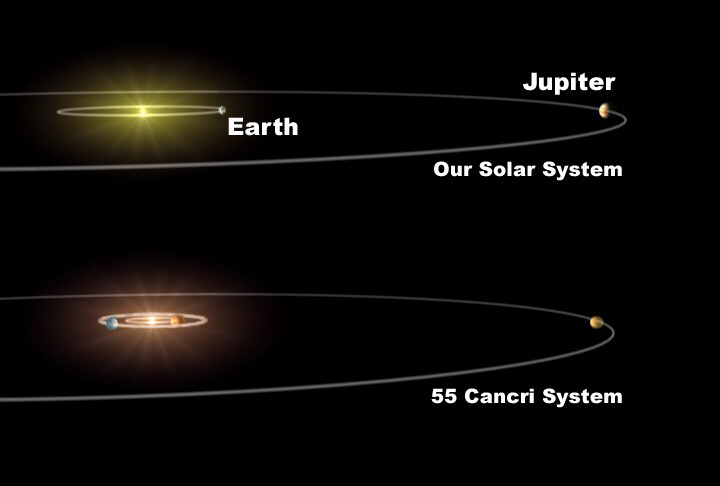
Comparación entre el sistema solar y el sistema 55 Cancri

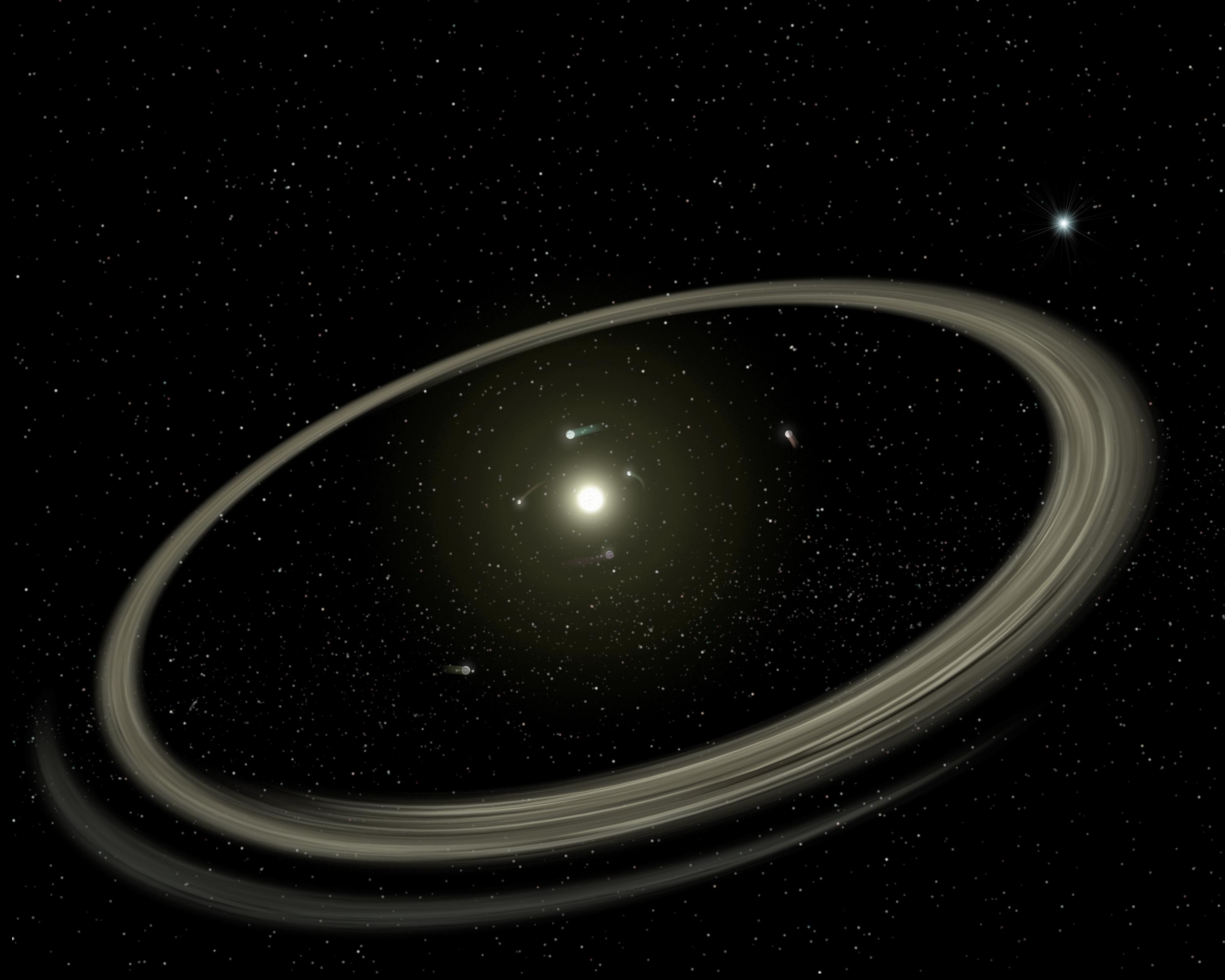
Concepción artística de un sistema planetario

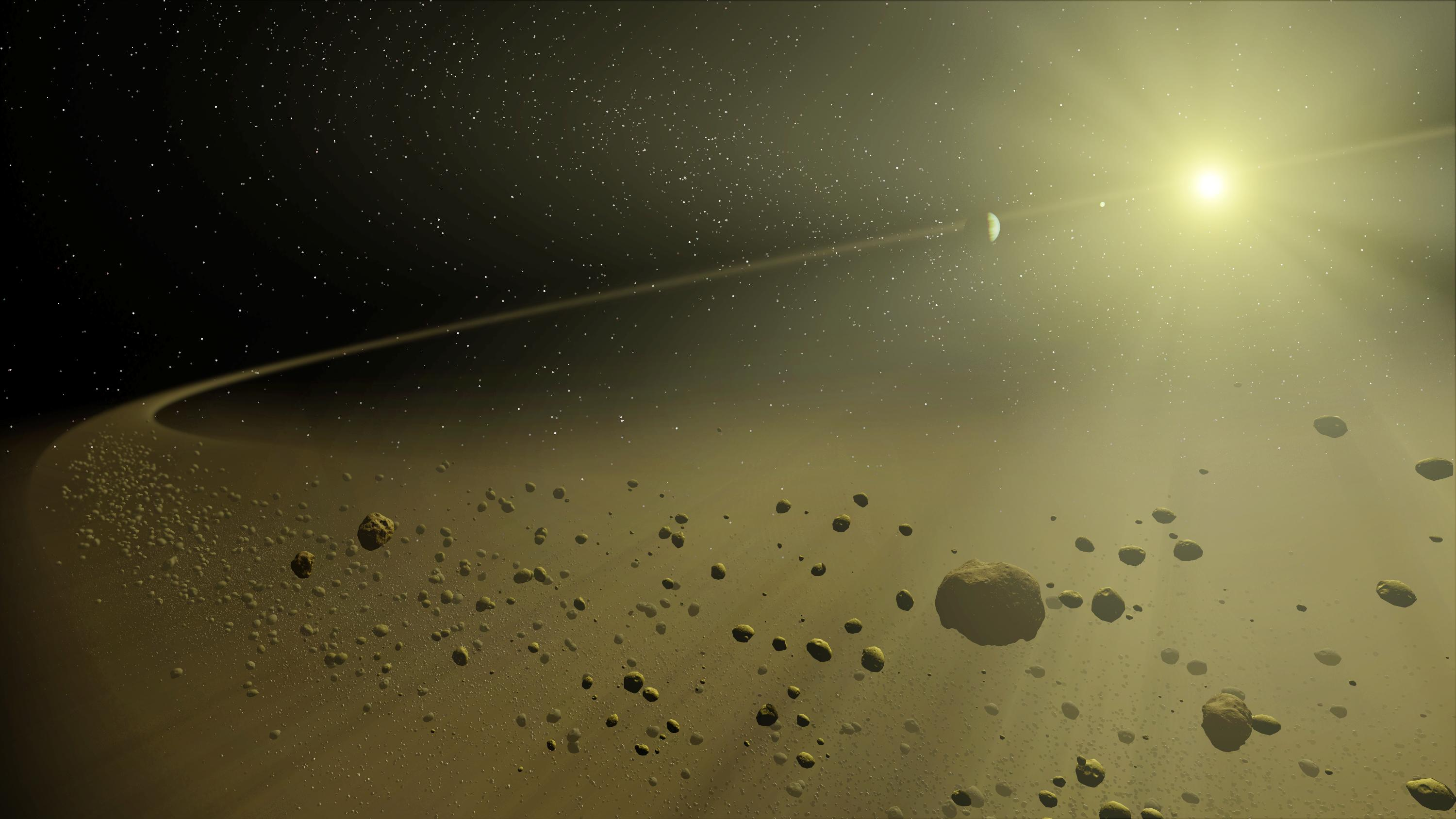
Es muy posible que sea usual la existencia de grupos de asteroides en los sistemas planetarios, pero hasta hoy no se ha podido contrastar por las observaciones.

Un sistema planetario (por extensión también llamado en ocasiones sistema solar) está formado por una estrella central o varias (sistema estelar), y distintos objetos orbitando a su alrededor. Nuestro sistema planetario es el sistema solar y está formado por el Sol, los diferentes planetas y una multitud de cuerpos menores. Se conocen más de 2900 estrellas a cuyo alrededor orbita por lo menos un planeta.
En términos generales, los sistemas con uno o más planetas constituyen un sistema planetario, aunque dichos sistemas también pueden estar formados por cuerpos como planetas enanos, asteroides, satélites naturales, meteoritos, cometas, planetesimales y disco circunestelar. El Sol junto con el sistema planetario que gira a su alrededor, incluida la Tierra, forma el Sistema Solar. El término sistema exoplanetario se utiliza a veces en referencia a otros sistemas planetarios.

## Historia

### Heliocentrismo
Históricamente, el heliocentrismo (la doctrina según la cual el Sol está en el centro del universo) se oponía al geocentrismo (que sitúa a la Tierra en el centro del universo).
La noción de un Sistema Solar heliocéntrico con el Sol en su centro se sugiere posiblemente por primera vez en la literatura Védica de la India antigua, que a menudo se refiere al Sol como el "centro de las esferas". Algunos interpretan los escritos de Aryabhatta en Aryabhatiya como implícitamente heliocéntricos.
La idea fue propuesta por primera vez en la filosofía occidental y en la astronomía griega ya en el siglo III a. C. por Aristarco de Samos, pero no recibió apoyo de la mayoría de los demás astrónomos antiguos.

### Descubrimiento del Sistema Solar

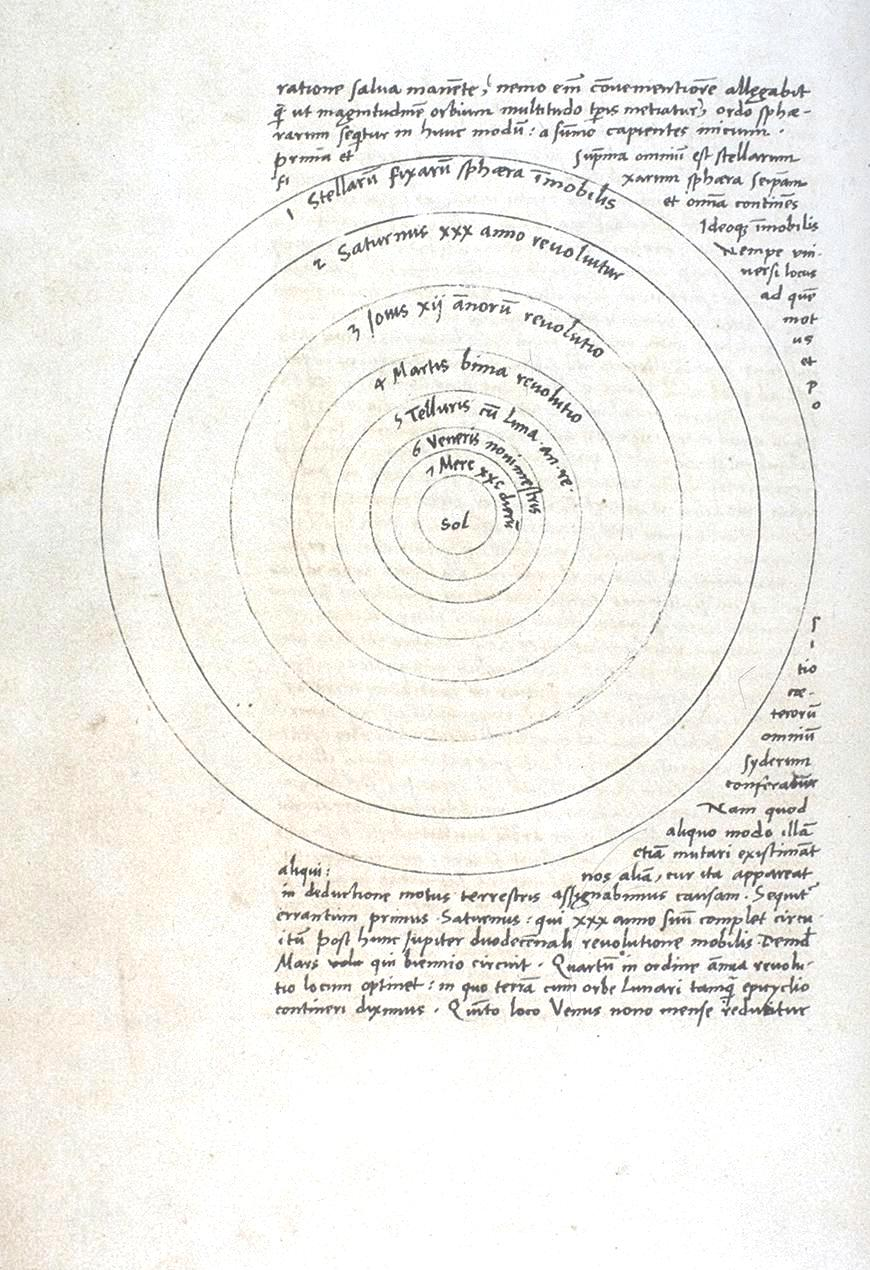
Modelo heliocéntrico del Sistema Solar en el manuscrito de Copérnico

De revolutionibus orbium coelestium de Nicolás Copérnico, publicado en 1543, presentó el primer modelo heliocéntrico matemáticamente predictivo de un sistema planetario.  Los sucesores del siglo XVII Galileo Galilei, Johannes Kepler y Isaac Newton desarrollaron una comprensión de la física que condujo a la aceptación gradual de la idea de que la Tierra se mueve alrededor del Sol y que los planetas se rigen por las mismas leyes físicas que rigen la Tierra.

### Especulación sobre sistemas planetarios extrasolares
En el siglo XVI, el filósofo italiano Giordano Bruno, uno de los primeros partidarios de la teoría de Copérnico según la cual la Tierra y otros planetas orbitan alrededor del Sol, propuso la opinión de que las estrellas fijas son similares al Sol y están acompañadas igualmente por planetas. Fue quemado en la hoguera por sus ideas por la Inquisición romana.
Durante el siglo XVIII la misma posibilidad fue mencionada por Isaac Newton en el General Scholium que concluye su Principia. Haciendo una comparación con los planetas del Sol, escribió "Y si las estrellas fijas son los centros de sistemas similares, todos ellos estarán construidos según un diseño similar y sujetos al dominio de Uno."
Sus teorías ganaron adeptos a lo largo de los siglos XIX y XX a pesar de la falta de pruebas que las respaldaran. Mucho antes de su confirmación por los astrónomos, las conjeturas sobre la naturaleza de los sistemas planetarios habían sido un foco de la  búsqueda de inteligencia extraterrestre y ha sido un tema predominante en la ficción, particularmente en la ciencia ficción.

### Detección de exoplanetas
La primera detección confirmada de un exoplaneta se produjo en 1992, con el descubrimiento de varios planetas de masa terrestre orbitando el púlsar PSR B1257+12. La primera detección confirmada de exoplanetas de una estrella de secuencia principal se realizó en 1995, cuando se encontró un planeta gigante, 51 Pegasi b, en una órbita de cuatro días alrededor de la cercana estrella de tipo G 51 Pegasi. La frecuencia de detecciones ha aumentado desde entonces, especialmente gracias a los avances en los métodos de detección de planetas extrasolares y a programas dedicados a la búsqueda de planetas como la del telescopio espacial Kepler.

## Origen y evolución de sistemas planetarios

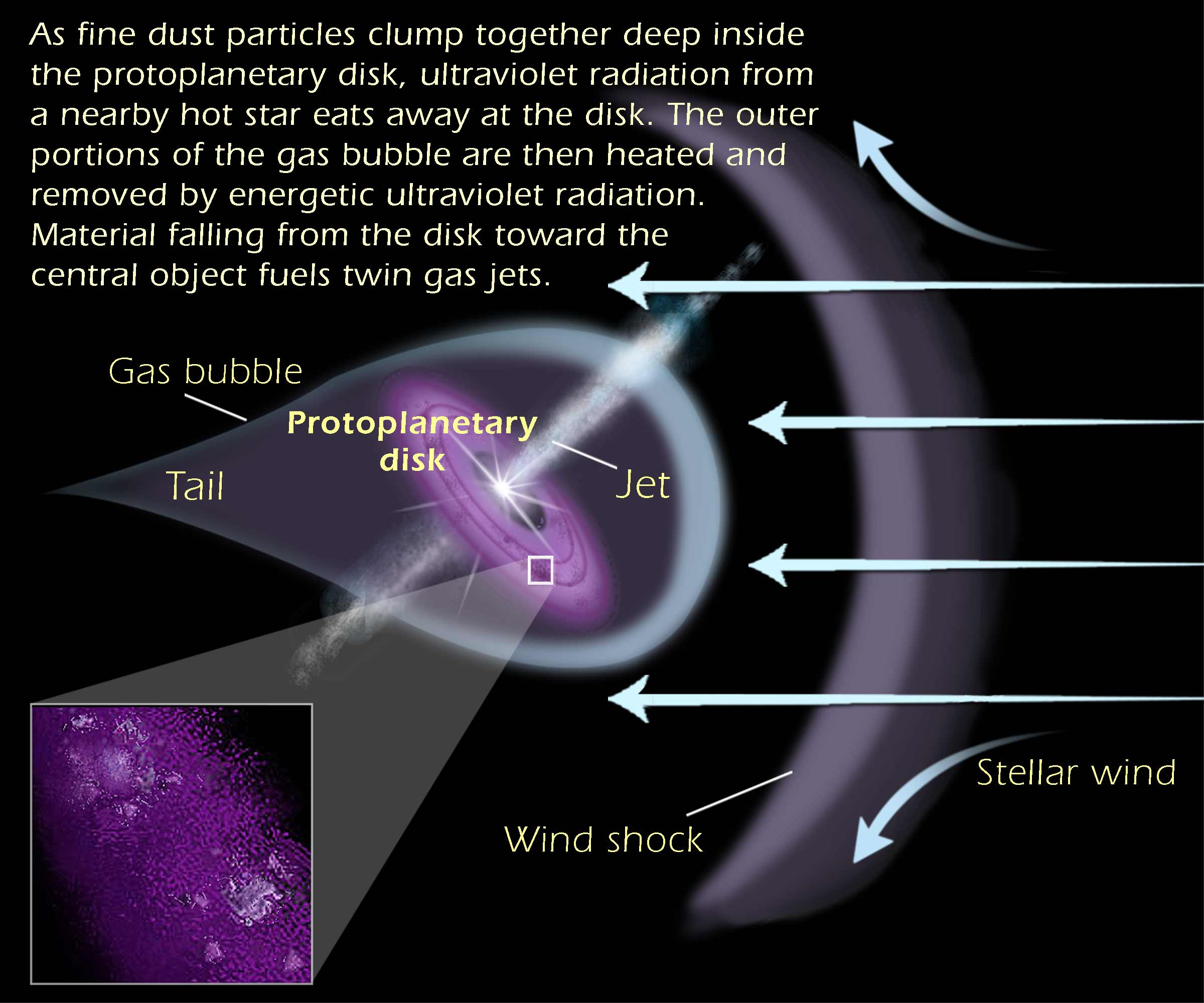
Ilustración de la dinámica de un proplyd

Se cree que los sistemas planetarios alrededor de estrellas de tipo solar se forman como parte del mismo proceso de la formación estelar. La mayoría de las teorías antiguas eran de tipo catastrófica e involucraban el paso de una estrella muy cerca del sol capaz de extraer material de este por medio de su gravedad y colapsar más tarde formando los planetas. Sin embargo la probabilidad de un evento de este tipo es tan reducida que implicaría una gran escasez de sistemas planetarios en la galaxia. Las teorías modernas indican que los planetas se formaron a partir de un disco de acrecimiento. En el caso del sistema solar este se habría formado a partir de la nebulosa solar.
Algunos sistemas planetarios son muy distintos del nuestro, como los sistemas de planetas alrededor de púlsares detectados a partir de las ligeras variaciones en los pulsos de radiación electromagnética de estos cuerpos. Los púlsares se forman en violentas explosiones de supernovas por lo que un sistema planetario convencional no podría sobrevivir a dicha explosión, los planetas se evaporarían o escaparían de la atracción gravitacional de la estrella central. Algunas teorías indican que los compañeros estelares existentes cerca de la supernova evaporarían la mayor parte de su masa dejando cuerpos de tamaño planetario. Alternativamente los planetas podrían formarse en un disco de acrecimiento rodeando los púlsares y formado por el material expulsado de la estrella.
Los sistemas planetarios proceden de discos protoplanetarios que se forman alrededor de las estrellas como parte del proceso de formación estelar.
Durante la formación de un sistema, gran parte del material se dispersa gravitatoriamente en órbitas distantes, y algunos planetas son expulsados completamente del sistema, convirtiéndose en planetas rebeldes.

### Sistemas evolucionados

#### Estrellas de gran masa
Se han descubierto planetas en órbita alrededor de púlsares. Los púlsares son los restos de las explosiones de supernova de estrellas de gran masa, pero un sistema planetario que existiera antes de la supernova probablemente quedaría destruido en su mayor parte. Los planetas se evaporarían, serían empujados fuera de sus órbitas por las masas de gas de la estrella en explosión, o la súbita pérdida de la mayor parte de la masa de la estrella central los vería escapar del control gravitatorio de la estrella, o en algunos casos la supernova expulsaría al propio púlsar del sistema a gran velocidad, de modo que los planetas que hubieran sobrevivido a la explosión quedarían atrás como objetos flotantes. Los planetas que se encuentran alrededor de los púlsares pueden haberse formado como resultado de compañeros estelares preexistentes que fueron evaporados casi por completo por la explosión de la supernova, dejando atrás cuerpos del tamaño de planetas. Alternativamente, los planetas pueden formarse en un disco de acreción de materia de retroceso que rodea a un púlsar. Los discos fallback de materia que no lograron escapar de la órbita durante una supernova también pueden formar planetas alrededor de agujero negros.

#### Estrellas de menor masa

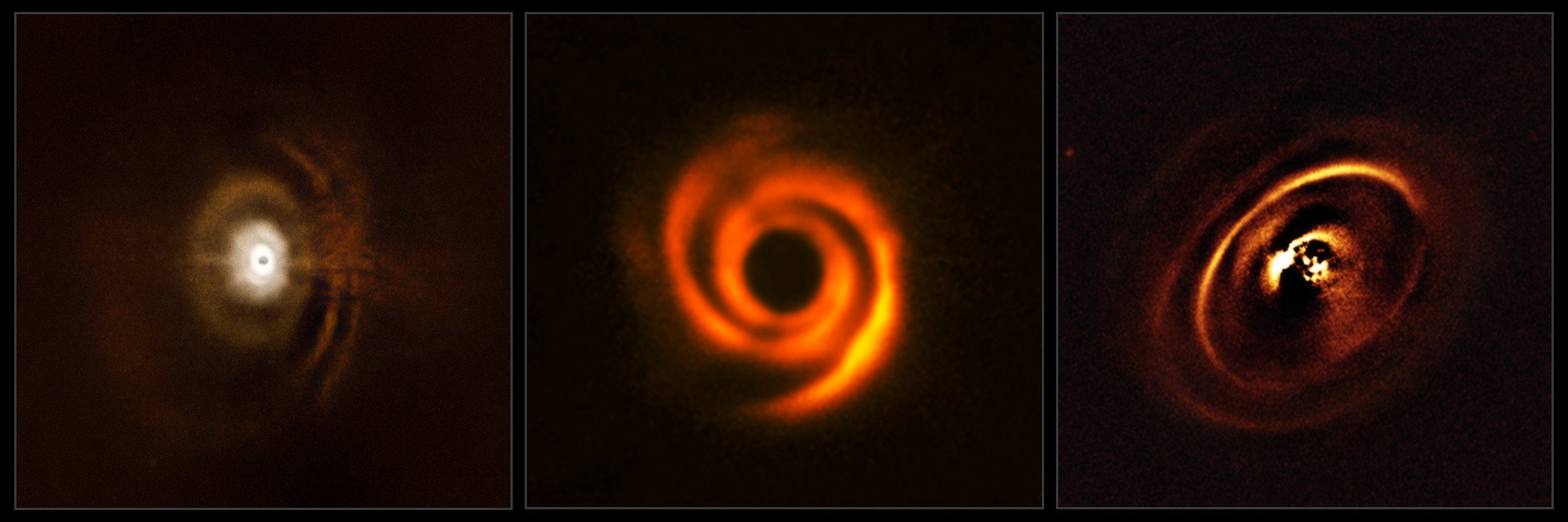
Discos protoplanetarios observados con el Very Large Telescope.

A medida que las estrellas evolucionan y se convierten en gigante rojas, estrellas de rama asintótica gigante y nebulosa planetaria que engullen a los planetas interiores, evaporándolos o evaporándolos parcialmente dependiendo de lo masivas que sean. A medida que la estrella pierde masa, los planetas que no son engullidos se alejan más de la estrella.
Si una estrella evolucionada se encuentra en un sistema binario o múltiple, entonces la masa que pierde puede transferirse a otra estrella, formando nuevos discos protoplanetarios y planetas de segunda y tercera generación que pueden diferir en composición de los planetas originales, que también pueden verse afectados por la transferencia de masa.

## Algunos sistemas planetarios destacados
- El sistema solar: nuestro propio sistema planetario.
- Lich: el primer sistema planetario extrasolar descubierto. La estrella central es un púlsar y los diferentes planetas que se han encontrado a su alrededor se denominan planetas púlsares.
- Upsilon Andromedae: el primer sistema extrasolar descubierto en una estrella de la secuencia principal (abril de 1999).
- PSR B1620-26: el primer sistema extrasolar descubierto en un sistema estelar múltiple.
- Gliese 581: el sistema planetario extrasolar con el mayor número de planetas descubiertos (6 planetas en octubre de 2010).
- Gliese 876: el primer sistema planetario en una estrella enana roja y el primero en ser descubierto en una resonancia orbital.
- HD 69830: el primer sistema planetario con tres planetas del tamaño de Neptuno y un cinturón de asteroides, llamado la «piedra de Rosetta» de los sistemas planetarios (mayo de 2006).
- 2M1207: el primer sistema con un planeta descubierto girando alrededor de una enana marrón y la primera vez que se logra una imagen del planeta.
- Cha 110913-773444: el primer planeta extrasolar con satélites a su alrededor. Todavía se discute si se trata de un planeta o de una enana marrón.
- Sistema Copernico (abreviadamente 55 Cnc, denominación de Bayer Rho1 Cancri A, Rho-1 Cancri): estrella cercana de magnitud 6 en la constelación de Cáncer. La estrella es un sistema planetario binario, por eso es importante,El planeta Janssen esta destacado porque en su interior hay diamantes, literalmente un planeta de carbono.

## Sistema planetario extrasolar
Un sistema extrasolar de planetas es todo sistema planetario, conocido o por conocer, exceptuando al sistema solar. La misma palabra deja claro su significado. No hay ninguna característica física o astrométrica particular que englobe a estos sistemas planetarios diferenciándolos del sistema solar, más allá que el mero antropocentrismo práctico a la hora de clasificar objetos descubiertos y catalogados por la civilización humana.

## Sistemas planetarios múltiples
Hay más de 2900 estrellas o sistemas estelares conocidos por el ser humano que contienen un sistema planetario con, al menos, un planeta en órbita (centenares de ellos se sabe que son sistemas múltiples). De todos ellos hay un grupo de sistemas que tienen más de un planeta en órbita, los denominados sistemas planetarios múltiples; nos encontramos con más de 600 sistemas que presentan esta característica. En el ranking de las estrellas con más planetas conocidos nos encontramos: